# Pholcus osaek
Espèce
Pholcus osaek est une espèce d'araignées aranéomorphes de la famille des Pholcidae.

## Distribution
Cette espèce est endémique du Gangwon en Corée du Sud,. Elle se rencontre dans le district de Yangyang vers Seo.

## Description
Le mâle holotype mesure 6,12 mm et la femelle paratype 5,06 mm.

## Systématique et taxinomie
Cette espèce a été décrite par Jang, Yoo et Kim en 2025.

## Étymologie
Son nom d'espèce lui a été donné en référence au lieu de sa découverte, Osaek.

## Publication originale
- Jang, Yoo & Kim, 2025 : « Description of one new Pholcus spider species and revalidation of Pholcus uksuensis Kim & Ye, 2014 (Araneae: Pholcidae) from Korea. » Korean Journal of Environmental Biology, vol. 43, no 1, p. 77-83.